# Fansite
Un fansite, fan site o página de fanes es una página web creada y mantenida por un fan o una persona interesada en una celebridad, cosa, o un fenómeno cultural particular. El fenómeno puede ser un libro, programa de televisión, película, cómic, banda de música, equipo de deportes, videojuego, o similares.
Los fansites a menudo ofrecen información en el tema (por ejemplo, listas de episodios, biografías, parcelas) fotografías tomadas de varias fuentes, las últimas noticias sobre su tema, descargas multimedia, enlaces a sitios de fanes y la chance de hablar a otros fanáticos por foros. A menudo toman la forma de blog, destacando las últimas noticias sobre el tema del fansite. A menudo incluyen galerías de fotos y/o vídeos del tema, y a menudo están "afiliados" a otros fansites. 
Fanlistings también son otro tipo común de fansite, aunque son mucho más simples que los fansites en general, y están designados simplemente para enlistar a fanáticos de un tema en particular. De hecho, muchos no contienen mucha información en el tema, además de una pequeña introducción. Son hechos generalmente con la idea de que los visitantes ya tienen el conocimiento sobre el tema. Sin embargo, varios son parte de un gran fansite, utilizado para amplificar la experiencia de los fanes. La mayoría de los fanlistings no son oficiales. 
Muchas páginas utilizan otros aspectos también, como comunidades y servicios de red social para aumentar aún más la experiencia.
La mayoría de los fansites no son oficiales, pero algunos son aprobados oficialmente, donde el tema dará materiales y el reembolso de los gastos y la molestia de administración de la página. Para declarar que no son oficiales, muchos webmasters deben colocar una advertencia visible en su página web, que a veces también incluye los derechos de autor del sitio. Muchas celebridades prefieren crear y tener su propia página web, para controlar el contenido y quizás tener su punto de vista personal.

## Motivaciones
Un estudio sugiere que los sitios no oficiales a menudo son construidos como una alternativa de tener un enfoque de "venta dura" de fansites oficiales que tienen mensajes comerciales.

## Contacto
Muchos fansites, consiguen contactar con la discográfica, distribuidora, mánager, etc del artista por el cual lo han creado proporcionándoles contenidos exclusivos para sus webs.